# Гренада на Светском првенству у атлетици у дворани 2014.
Гренада је учествовала на Светском првенству у атлетици у дворани 2014. одржаном у Сопоту од 7. до 9. марта. Репрезентацију Гренаде на њеном седмом учествовању на светским првенствима у дворани представљао је један атлетичар који се такмичио у трци на 60 метара.,
На овом првенству Гренада није освојила ниједну медаљу нити је остварен неки рекорд.

## Учесници
Мушкарци:
- Пол Вилијамс — 60 м

## Резултати

### Мушкарци
| Атлетичар    | Дисциплина | Лични рекорд | Квалификације | Квалификације | Полуфинале           | Полуфинале           | Финале               | Финале       | Детаљи |
| Атлетичар    | Дисциплина | Лични рекорд | Резултат      | Место         | Резултат             | Место                | Резултат             | Место        | Детаљи |
| ------------ | ---------- | ------------ | ------------- | ------------- | -------------------- | -------------------- | -------------------- | ------------ | ------ |
| Пол Вилијамс | 60 м       | 6,69         | 6,82          | 6. у гр. 5    | Није се квалификовао | Није се квалификовао | Није се квалификовао | 31 / 43 (44) |        |